# Stadion Makabi Kowno
Stadion Makabi Kowno – nieistniejący już stadion sportowy w Kownie, na Litwie. Mógł pomieścić 2500 widzów. W przeszłości swoje spotkania rozgrywali na nim piłkarze istniejącego w okresie międzywojennym klubu Makabi Kowno, dwa razy na obiekcie towarzysko zagrała również piłkarska reprezentacja Litwy – 21 sierpnia 1926 roku z Łotwą (2:3) i 1 września 1928 roku również z Łotwą (1:1).